# Мадона дел'Аква-Катили (Месина)
Мадона дел'Аква-Катили је насеље у Италији у округу Месина, региону Сицилија.
Према процени из 2011. у насељу је живело 474 становника. Насеље се налази на надморској висини од 18 м.